# Бакунина, Мария Михайловна
Мари́я Миха́йловна Баку́нина (также известная как Маруся Бакунина, в замужестве Ольяроло) (2 февраля 1873, Красноярск — 17 апреля 1960, Неаполь) — русско-итальянский химик и биолог.
Родилась и воспитывалась в семье Михаила Бакунина. Организовывала и проводила исследования по прикладной химии в Неаполе. Преподавала в Политехнической школе высшего образования в Неаполе.
Произвела исследования отложений в районе Неаполя. Участвовала в изучении Везувия. Составила геологическую карту Италии. Консультировала власти и предпринимателей по проблемам разработки рудников.
В качестве президента возглавляла возрождение Академии Понтаниана.

## Образование
Внебрачная дочь Антонины Ксаверьевны Бакуниной, урождённой Квятковской, и итальянского адвоката Карло Гамбуцци. При рождении получила фамилию мужа матери мыслителя и революционера Михаила Бакунина.
Ещё будучи молодой студенткой, стала «подготовителем» химической лаборатории Университета Федерико II в Неаполе, где в 1895 году она получила диплом по химии, защитив диссертацию по стереохимии.

## Карьера
Окончив обучение, Бакунина получила в Неаполе премию Академии физико-математических наук в 1900 году. В 1909 г. она начала преподавать прикладную химию в Политехнической школе высшего образования в Неаполе, где в 1912 г. стала заведовать кафедрой прикладной технологической химии.

### Науки о Земле
В 1906 году Бакунина входила в группу исследователей извержения Везувия, а в 1909 году составила геологическую карту Италии. В рамках проекта карты она изучала горючие сланцы и ихтиолитические отложения гор в районе Салерно в Италии. После этого, с 1911 по 1930 год, Бакунина работала консультантом местных органов власти и компаний, заинтересованных в промышленном развитии ихтиоловых рудников в районе Джиффони (Монти Пичентини).

### Более поздняя карьера
После Второй мировой войны Бакунина вместе с Бенедетто Кроче содействовала восстановлению Академии Понтаниана, а в 1944 году была избрана её президентом. В должности президента Бакунина восстановила библиотеку Академии.